# Aleix García
Aleix García Serrano, född 28 juni 1997, är en spansk fotbollsspelare som spelar för Bayer Leverkusen.